# Norbert Kusý
Norbert Kusý (* 3. února 1966 Hlohovec) je bývalý slovenský fotbalista.

## Fotbalová kariéra
V československé lize hrál za TJ Spartak TAZ Trnava. Dne 30. dubna 1989 nastoupil v 1 ligovém utkání.

## Ligová bilance
| Ročník                                   | Zápasy | Góly | Minuty | Klub                  |
| ---------------------------------------- | ------ | ---- | ------ | --------------------- |
| 1. československá fotbalová liga 1988/89 | 1      | 0    | 21     | TJ Spartak TAZ Trnava |
| CELKEM                                   | 1      | 0    | 21     |                       |